# Зала (Павија)
Зала је насеље у Италији у округу Павија, региону Ломбардија.
Према процени из 2011. у насељу је живело 71 становника. Насеље се налази на надморској висини од 691 м.